# Света гора (квартал)
Вижте пояснителната страница за други значения на Света гора.
Света гора е квартал във Велико Търново, намиращ се в подножието на хълма Света гора.

## История
Според легендата, кварталът е населен още през XV век. Бил е населен с българско население. През османското владичество, в квартала са се заселили османски турци. В пределите на квартала се намира и първата Мъжка гимназия в града (днес ХГ „Св. св. Кирил и Методий“ и филиал на МУ-Варна). Площад „Растата“ е точно срещу гимназията. Някога на този площад се е намирало прочутото Червено кафене. В махалата е основано Читалище „Никола Михайловски“ през 1921. „Трудов фронт“, това е било наименованието на квартала по време на социалистическия период на страната. Кварталът още е наричан „Великотърновския студентски град“, поради това, че част от блоковете, които са общежития се намират там.

## Религия
- Православен храм „Света Троица“
- Мюсюлмански храм[4]